# Louis Sankalé
Louis Albert Joseph Roger Sankalé (ur. 2 listopada 1946 w Saint-Louis w Senegalu) – francuski duchowny katolicki, biskup Nicei w latach 2005-2013.

## Życiorys

### Prezbiterat
Święcenia kapłańskie otrzymał 18 września 1976. Pracował przede wszystkim w parafiach Marsylii, zaś od 1995 piastował także urząd wikariusza biskupiego ds. nowych ruchów kościelnych.

### Episkopat
27 czerwca 1998 papież Jan Paweł II mianował go biskupem diecezjalnym diecezji Kajenna w Gujanie Francuskiej. Sakry biskupiej udzielił mu 27 września 1998 ówczesny arcybiskup Marsylii - Bernard Panafieu.
18 czerwca 2004 został biskupem koadiutorem diecezji Nicei. Pełnię rządów w diecezji objął 28 marca 2005 po przejściu na emeryturę poprzednika.
8 sierpnia 2013 papież przyjął jego rezygnację z pełnionego urzędu zgodnie z kanonem 401 § 2 Kodeksu Prawa Kanonicznego.